# قدرت (فیلم ۲۰۱۰)
قدرت (به انگلیسی: Vigour) یا خلیفه 
(به تلوگویی: Khaleja) فیلمی محصول سال ۲۰۱۰ و به کارگردانی تریویکرام سرینیواس است. در این فیلم بازیگرانی همچون ماهش بابو، آنوشکا شتی، پراکاش راج، کوتا سرینیواسا راو و نثار ایفای نقش کرده‌اند.